# Pindolol
Pindolol (ATC C07AA03) – wielofunkcyjny organiczny związek chemiczny, pochodna indolu. Stosowany jako lek β-adrenolityczny (betabloker). Należy do nieselektywnych blokerów receptorów beta-adrenergicznych, charakteryzuje się częściową wewnętrzną aktywnością sympatykomimetyczną (najsilniejszą wśród leków β-adrenolitycznych) oraz działaniem błonowym.

## Działanie
- działa chronotropowo i inotropowo ujemnie
- powoduje wydłużenie czasu przewodzenia w węźle przedsionkowo-komorowym
- zmniejsza pojemność minutową, obniżając tym samym ciśnienie tętnicze
- działa przeciwdławicowo w dławicy piersiowej (angina pectoris)
- ze względu na wewnętrzną aktywność sympatykomimetyczną, zmniejsza częstość akcji serca oraz pojemność minutową słabiej niż inne leki β-adrenolityczne.

## Wskazania
- nadciśnienie tętnicze
- choroba niedokrwienna serca
- zaburzenia rytmu serca
- krążenie hiperkinetyczne
- nadczynność tarczycy (wspomagająco)

## Przeciwwskazania
- blok przedsionkowo-komorowy II i III°
- bradykardia
- wstrząs kardiogenny
- niewydolność krążenia
- zaburzenia krążenia obwodowego
- hipotonia
- nieleczony guz chromochłonny
- uczulenie na którykolwiek składnik preparatu
- astma oskrzelowa i spastyczne zapalenie oskrzeli
- dławica piersiowa typu Prinzmetala

## Stosowanie w czasie ciąży i laktacji
Ciąża: kategoria C.
Nie należy stosować w okresie karmienia piersią.

## Preparaty handlowe
Preparaty handlowe dostępne dawniej w Polsce:
- tabletki Visken[1][2]